# Ea-mukin-zeri
Ea-mukin-zēri, fue el segundo rey de la II Dinastía del País del Mar (V Dinastía de Babilonia). Gobernó en 1008 a. C, solo tres meses, según la Crónica dinástica o cinco meses, según la Lista A de reyes.

## Biografía
Su predecesor fue Simbar-Šipak, y la Crónica Dinástica registra que «fue muerto con la espada» antes de describirle como un usurpador.
La Crónica Dinástica dice que «fue enterrado en la marisma de Bit-Hašmar», presumiblemente, un territorio ancestral, quizá, Darband-i-Ḫān, donde el río Diyala se abre paso hacia el país de Namri, según Levine), o al sur de Babilonia, según Brinkman. La práctica de enterrar a los reyes mesopotámicos en humedales, fue común, y comentada por los antiguos historiadores, como Estrabón, y Flavio Arriano, en su Anábasis de Alejandro Magno, citando a Aristóbulo de  Casandrea, en su Historia de Alejandro Magno. Éste, describe una inspección de tumbas reales, que estaban parcialmente sumergidas, y rodeadas de cañas.